# 呼鳥門

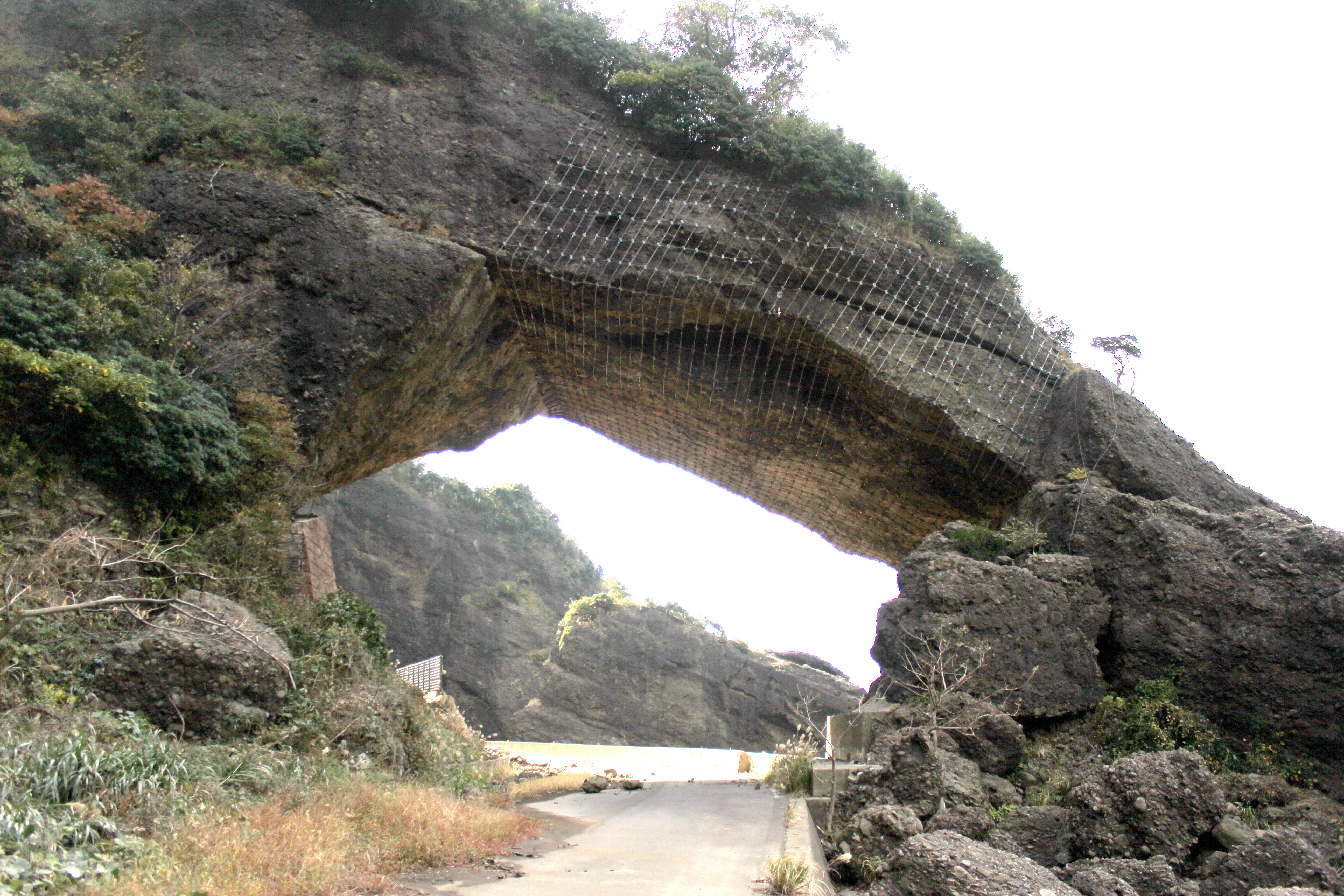
東側からの呼鳥門

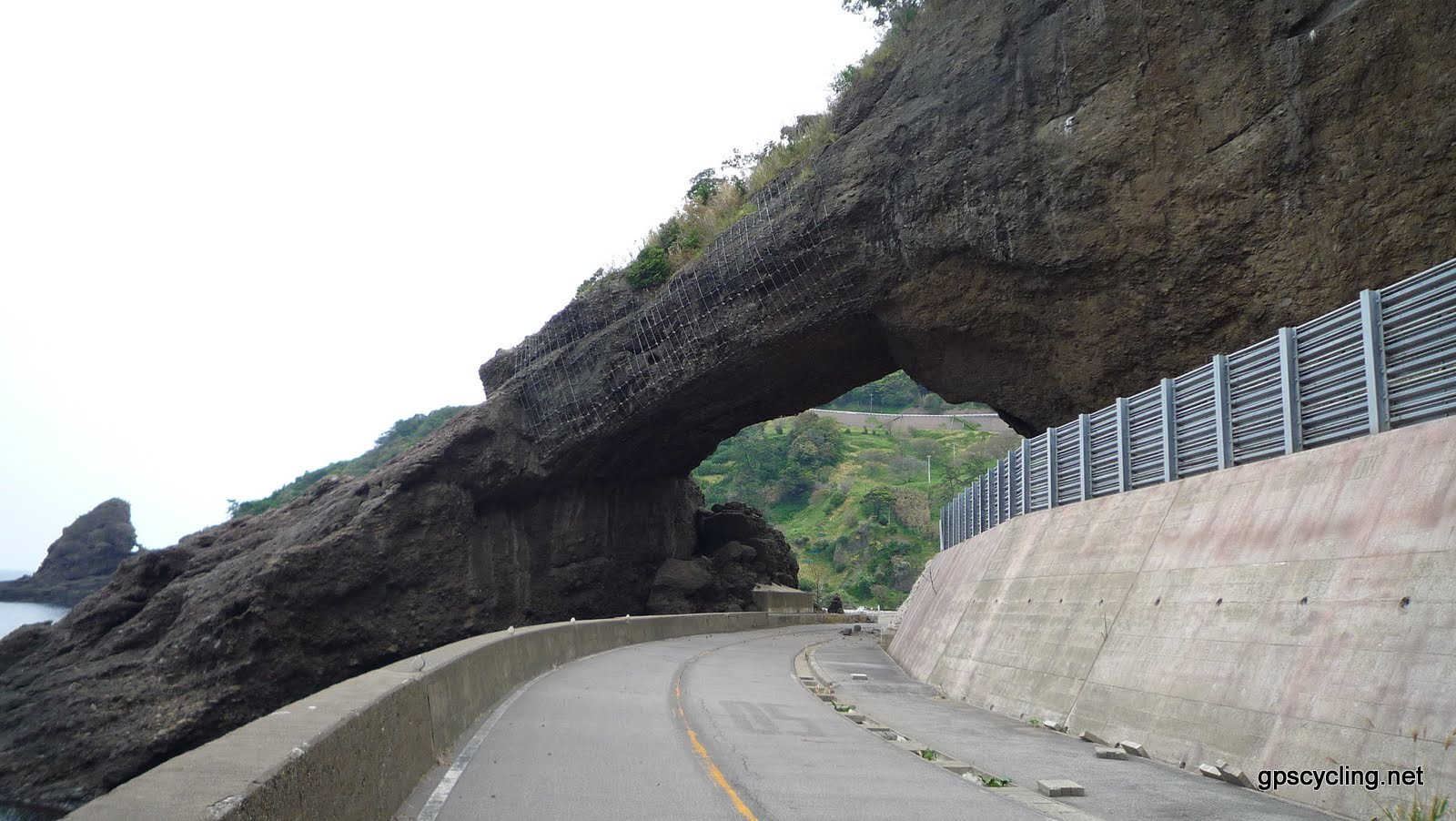
西側からの呼鳥門

呼鳥門（こちょうもん）は、福井県丹生郡越前町梨子ヶ平にある天然橋である。

## 概要
礫岩が自然の風と波の浸食作用を受けて形成された天然橋は、高さが約15m、幅は約30mある。1958年（昭和33年）の福井県道6号福井四ヶ浦線開通時に、当時の羽根盛一知事が「渡り鳥を呼ぶ門」として「呼鳥門」と名づけた。以後、1970年（昭和45年）の国道305号格上げを経て、2002年（平成14年）3月の呼鳥門トンネル開通までの間、国道では全国唯一の天然トンネルとして知られていた。現在では、呼鳥門をくぐる国道だった道は指定を外れて遊歩道となっている。

## トンネルの新設と周辺整備

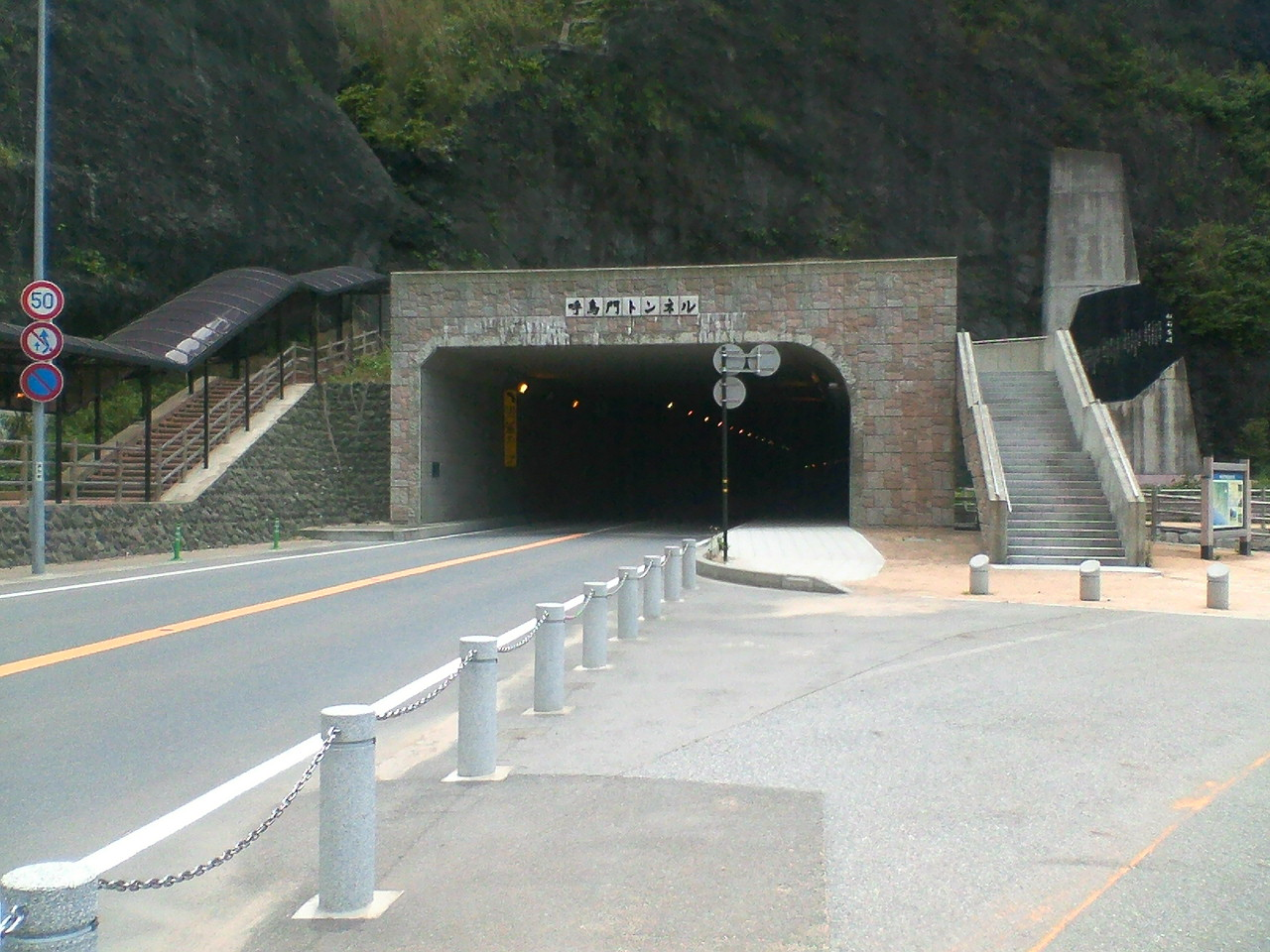
呼鳥門トンネル（三国側坑口）

呼鳥門は越前海岸の波風にさらされていることから、岩の風化とそれに伴う小規模な崩落が頻発していた。当初は道路にロックシェードをかぶせて対処していたが、それでもなお崩落の危険があるため、現地を山側に迂回する呼鳥門トンネル（延長394m）を建設し、2002年（平成14年）3月23日に開通した。
その後、呼鳥門の北側は道路跡地に環境省と福井県が「越前加賀海岸国定公園 呼鳥門園地」として遊歩道を整備した。同時にロックシェードを撤去している。南側は鳥糞隧道も含めて道路跡が残っているが、立ち入り禁止になっている。
なお、呼鳥門直下には細かな岩が崩落していて大変危険である。呼鳥門本体にも金網を被せて崩落を防いでいる。

## 交通アクセス
- 北陸新幹線ほか 福井駅から 京福バス 10・15系統（越前海岸ブルーライン）「波の華」ゆきで約1時間15分、終点「波の華」にて福井交通デマンドタクシー「ほやほや号 茱崎ルート」（要予約）「水仙ランド」または「本赤坂」行きに乗換、約11分の「呼鳥門」下車。

## 周辺
- 北側にドライブインがあり、南側には左右（そう）の集落がある。
- 鳥糞岩